# Mónica Pasqualotto
Mónica Pasqualotto, hay La Pasqualotto, là một người dẫn chương trình truyền hình, người dẫn chương trình Radio, nữ diễn viên và người mẫu người Venezuela. Cô được sinh ra ở Caracas, Venezuela vào ngày 15 tháng 10 năm 1974. Cô đã là hình ảnh quảng cáo của một số sản phẩm trên truyền hình và cho báo chí Venezuela. Cô là thành viên của Hội đồng Olimpiadas Especiales Venezuela và cô đã làm việc từ năm 2005 với tư cách là người phát ngôn của tổ chức Dividendo Voluntario para la Comunidad liên kết với United Way.

## Tiểu sử
Monica là con của hai anh chị em. Mẹ của cô, bà Gloria Pesquera, là người vào chung kết thứ 3 trong cuộc thi Hoa hậu Venezuela năm 1964 và cũng dự thi Hoa hậu Quốc tế. Cha của Monica, Gianfranco Pasqualotto, là người Ý. Anh trai của cô, Giancarlo Pasqualotto, cũng là một diễn viên và ca sĩ.
Pasqualotto muốn học ngành y từ khi còn trẻ nhưng đã quyết định học ngành báo chí tại Đại học Católica Andrés Bello ở Caracas. Khi còn ở trường đại học, cô cũng học diễn xuất. Năm 1991, Pasqualotto bắt đầu làm việc với Payasitas Nifu Nifa và năm 1991, cô đã thu âm trong phòng thu của Chelique Sarabia'ss, album đầu tiên của nhóm nhạc con riêng của cô "The Trapolinas". Album đầu tiên này có 12 bài hát do Pasqualotto viết.
Vào năm cuối của trường đại học, Pasqualotto đã xuất hiện trong một chương trình Televen có tên Ticket, với tư cách là đồng chủ nhà với Daniel Carles. Sau đó, sự nghiệp của cô bắt đầu trong lĩnh vực truyền hình, đài phát thanh, phim ảnh và sân khấu. Vào tháng 5 năm 2009, Pasqualotto đã cùng Ralph Kinnard đến Liên hoan phim Cannes ở Pháp để tham gia liên hoan phim với bộ phim A mi me gusta mà cô đóng vai chính.
Cũng trong năm 2009, cô thành lập Coco Films cùng với Ralph Kinnard.
Cô đã kết hôn với nhà làm phim người Đức Ralph Kinnard.